# Hendrik van Veldeke
Hendrik van Veldeke (né à Spalbeek, près de Hasselt, dans la province de Limbourg belge de nos jours) est un poète et minnesinger rhénan de la fin du XIIe siècle. Il a transposé en limbourgeois et langue haute allemande les formes de l'amour courtois et a inspiré des poètes comme Wolfram von Eschenbach et Hartmann von Aue. D'abord actif à Mayence, il vécut à la cour des princes de Thuringe et de Basse-Saxe.

## Biographie

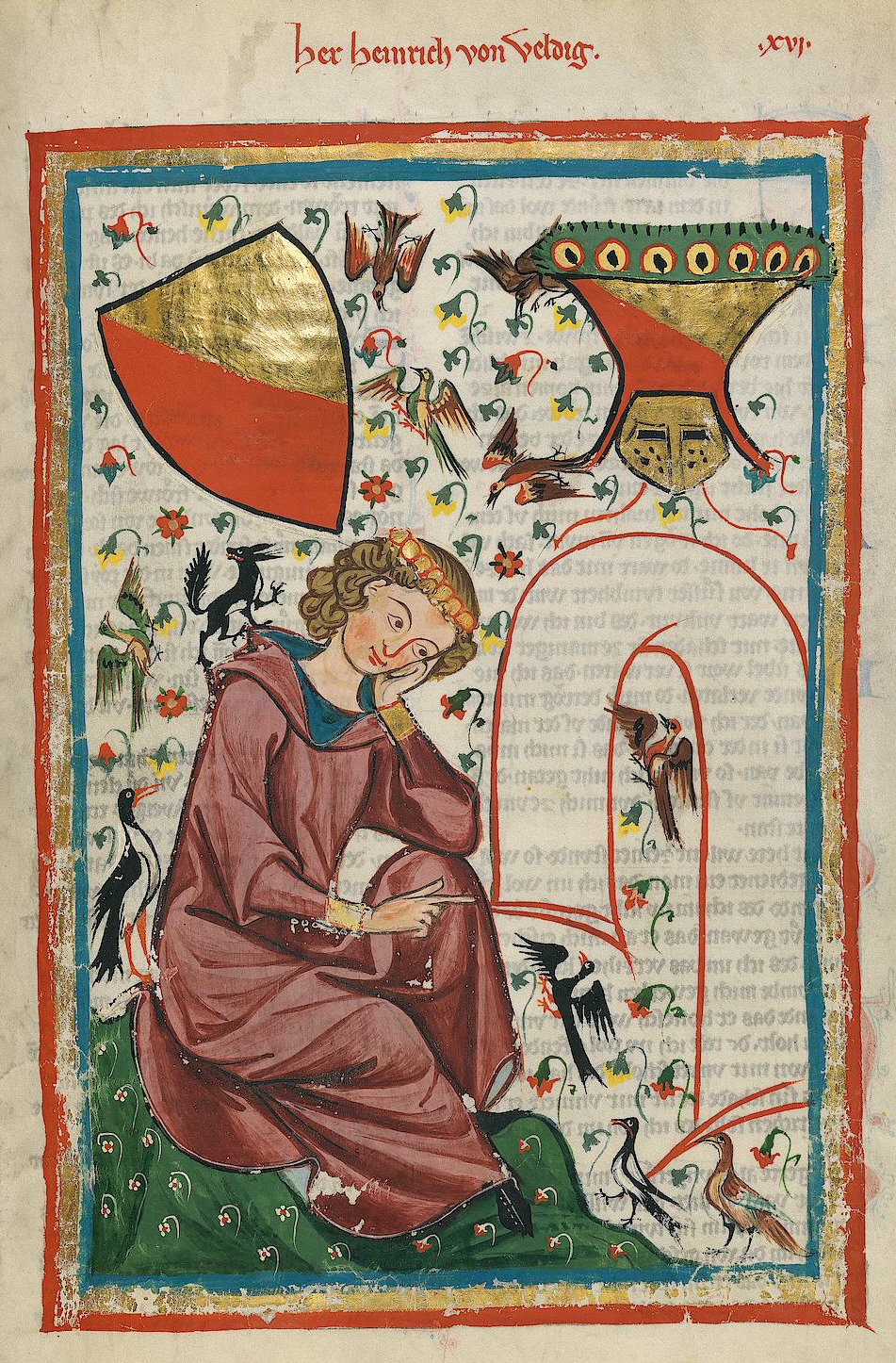
Le seigneur Heinrich von Veldeke (Codex Manesse, vers 1300)

Heinrich von Veldeke est sans doute né entre 1140 et 50. Il est à coup sûr né avant 1150, car en 1174 le manuscrit de son roman d’Énée était déjà rédigé aux deux-tiers. Il était issu d'une famille de ministériels dont le nom de provenance est celui de Veldeke, village à l'ouest de Maëstricht dans l'actuelle Belgique. Il reçut une éducation de clerc, mais était plutôt attiré par des charges à la cour. Il fut au service des comtes de Loon et de Rieneck, burgraves de Mayence. Du point de vue strictement historique, il serait incorrect de vouloir assigner une nationalité à Veldeke, car les États, au sens moderne, n'existaient pas encore. Vouloir faire de Veldeke un Néerlandais plutôt qu'un Allemand, sur la base de recherches historiques, géographiques ou linguistique, a conduit dans le passé à de débats stériles. Il est d'autant plus difficile de le faire que les connaissances biographiques sont parcellaires et que l'analyse de la langue doit tenir compte des dialectes des différents auteurs de manuscrits qui nous ont transmis l’œuvre du poète.
À Mayence, il assista à la plus belle fête impériale jamais organisée pour la Pâques 1184 : Frédéric Barberousse l'avait organisée pour l'adoubement de ses deux fils Henri et Frédéric. Veldeke nomme comme ses protecteurs les comtesses Agnès de Looz et Marguerite de Clèves ainsi que le futur landgrave Hermann de Thuringe, chez qui il parachève son Énéide. Le vol de son manuscrit achevé aux deux-tiers, en 1174, est assez bien documenté. On sait que le trouvère le récupéra neuf ans plus tard en Thuringe, et mit ainsi la dernière main au poème.
Il est mort, sans doute peu avant 1190, au château de Neuenburg près de Freyburg (Unstrut), mais la chose n'est pas absolument certaine.

## Incertitudes sur sa langue d'expression

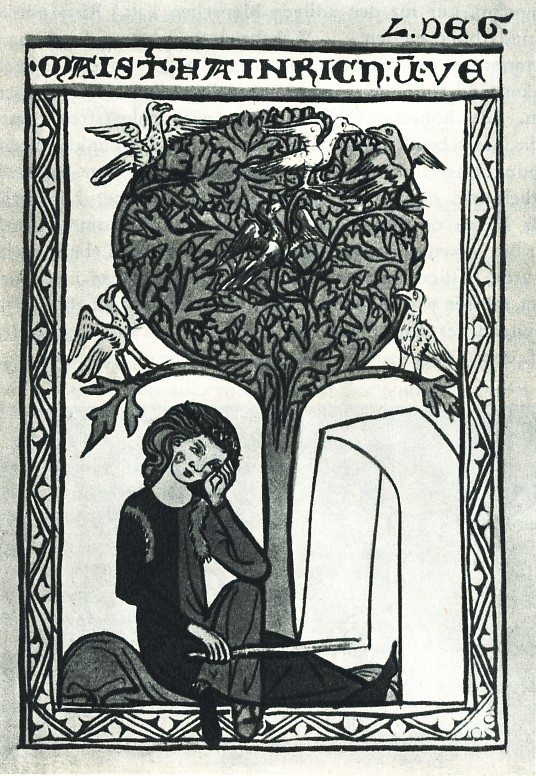
Heinrich von Veldeke dans le chansonnier de Weingarten (première moitié du XIV).

Heinrich von Veldeke est aujourd'hui considéré à la fois comme un des premiers auteurs de la littérature néerlandaise et de la littérature allemande. La Légende de Saint Servais nous est parvenue par deux manuscrits : un texte complet du XVe siècle écrit en moyen néerlandais, et un fragment en dialecte de Maëstricht du XIIIe siècle. L'un de ses Minnelieder nous est également connu dans ce qu'on suppose avoir été la langue originale de Veldeke ; toutefois Heinrich von Veldeke occupe une place essentielle dans la littérature du moyen haut allemand, dans la mesure où c'est exclusivement dans cette langue que presque tous ses poèmes courtois et son Eneasroman nous ont été transmis. En outre, Heinrich von Veldeke est cité comme modèle par la plupart des conteurs allemands du Moyen âge (par exemple Wolfram von Eschenbach, Hartmann von Aue et Godefroi de Strasbourg).

## Œuvres
Heinrich von Veldeke s'est illustré à la fois comme poète épique et Minnesänger. C'est encore par « littérature courtoise » qu'on désigne le mieux l'ensemble de son œuvre, car il est l'un des premiers à avoir transposé en langue tudesque les formes et motifs de la fin' amor.

### Poésies
- La Légende de Saint Servais (6000 vers en 4 chants) a été composée à la demande de la comtesse Agnès de Loon avant 1170.
- Le Roman d'Énée (13 500 vers), dont les manuscrits les plus anciens portent le titre d’Eneide ou Eneit, n'a été achevé qu'entre 1187 et 89; avec cette œuvre, Veldeke apparaît comme le pionnier de la littérature courtoise du moyen haut allemand ; c'est plutôt une imitation du Roman d'Énéas (œuvre anonyme en ancien français composée vers 1160) qu'une traduction directe de Virgile.
- Ernest, duc de Bavière, poème épique ;
- Poésie lyrique : une peu plus de 30 distiques tirés de Minnelieder, par ex. „Ez sint guotiu niuwe mâre“ (MF 56,1v)[2]. Le lai „Manigem herzen tet der kalte winter leide“ (MFH 259,24)[3] est aujourd'hui attribué à Ulrich von Liechtenstein.

### Éditions
- Ludwig Ettmüller, Heinrich von Veldeke. (Dichtungen des deutschen Mittelalters 8) Leipzig: G.J. Göschen’sche Verlagshandlung, 1852.
- Heinrich von Veldeke, Eneas Dieter Kartschoke (éd.), 2e éd. Leipzig: Reclam, 1997. (le texte en moyen haut allemand reprend celui de l'édition Ettmüller)  (ISBN 3-15-008303-6)
- Heinrich von Veldeke, Eneasroman. Hans Fromm (éd. et trad.). Francfort-sur-le-Main: Deutscher Klassiker Verlag, 1992.  (ISBN 3-618-66040-5);  (ISBN 3-618-66045-6)
- Henric van Veldeken, Eneide. Gabriele Schieb und Theodor Frings (Hrsg.), 3 vol. (Deutsche Texte des Mittelalters Bde. 58-59, 62) Berlin: Akademie Verlag, 1964–70. (le vol. 58 comprend le texte, le vol. 59 est un tome de commentaires, le vol. 62 comporte un glossaire)
- Heinrich von Veldeke, Eneide. Mit Einleitung und Anmerkungen. Otto Behaghel (éd.), 1882 [réimpr. Hildesheim, éd. Georg Olms, 1970].
- Des Minnesangs Frühling. Bd. 1: Texte. éd. par Hugo Moser et Helmut Tervooren. 38e éd. revue et corr. Stuttgart 1988 (XI, 1-37 = MF 56,168,6 + Ps.-Veldeke)